# La Tremblaye-i csata
A La Tremblaye-i csata a vendée-i háború egyik összecsapása volt 1793. október 15-én a royalista felkelők és a köztársaságpárti csapatok között, mely a felkelők vereségével végződött.

## Előzmények
Az 1793 márciusában kitört felkelés leverésére küldött republikánus hadsereg több mint félévi heves harcok után folytatta előrenyomulását a lázadó tartományban. Habár október 12-én a felkelők győzelmet arattak Noirmutier-nél, nem voltak képesek megakadályozni azt, hogy a republikánus hadsereg két nap alatt bevegye Clissont, Tiffauges-t és Torfou-t. A republikánus előrenyomulás miatt a Katolikus és Királyi Hadsereg Cholet-ig vonult vissza, itt várták be az ellenséges sereget.

## A csata
AZ összecsapásra Cholet-től délnyugatra a La Tremblaye kastély mellett került sor. A csata gyors lefolyású volt. A royalista hadsereg Lescure vezette szárnya meglepetésszerű támadást intézett a többnapi gyaloglástól elcsigázott republikánus hadsereg ellen. A republikánusok azonban François Séverin Marceau-Desgraviers vezetésével sikeresen ellenálltak a támadóknak, annál is inkább mert Michel de Beaupuy royalista parancsnok későn érkezett meg katonáival a csatatérre. A harcoknak végül az vetett véget, hogy Lescure-t egy golyó fejen találta és súlyosan megsebesítette. Ez az esemény pánikot keltett katonái körében, akik azt hitték parancsnokuk elesett, így pánikszerűen visszavonultak Cholet-be. 
A csatát követően a royalisták Cholet-ben sáncolták el magukat, melyet a republikánusok ostrom alá vettek. A vendée-i felkelők végül – súlyos veszteségeik és munícióhiány miatt – kénytelenek voltak kivonulni a városból, visszavonulásba kezdve Vendée tartomány belső területei irányába. A cholet-i győzelmet követően a republikánusok megkezdték a Virée de Galerne néven elhíresült hadműveletüket, mely a tartomány teljes elfoglalásával és elpusztításával végződött.